# Даниельсен, Даниель Корнелиус
Даниель Корнелиус Даниельсен (норв. Daniel Cornelius Danielssen; 1815—1894) — датско-норвежский врач, известный своими исследованиями о проказе и своей административной деятельностью в организации призрения прокажённых.
Вначале был вначале аптекарем, изучал медицину в Христиании. Совершил несколько научных путешествий с целью изучения проказы и с 1847 года — главный врач больницы для прокажённых. В том же году вышло его знаменитое (в сотрудничестве с доктором Бёком) сочинение о проказе на французском и шведском языках. Кроме этого, появилось ещё несколько дальнейших исследований Даниельсена о проказе, а также целый ряд зоологических статей по норвежской фауне.